# Joanna Richardson
Pour les articles homonymes, voir Richardson.
Joanna Leah Richardson (8 août 1925 - 7 mars 2008) est une écrivaine, traductrice et journaliste britannique. Elle est l'auteure de 21 biographies d'écrivains et de poètes et lauréate du Prix Goncourt de la Biographie en 1989. Elle collabore avec des journaux et des magazines.

## Biographie

### Jeunesse
Joanna Richardson née le 8 août 1925 au 36 West Heath Drive à Golders Green, Londres. Elle est la fille Charlotte Elsa Benjamin avec laquelle elle a une relation proche sur le plan artistique. Son père Frederick Richardson est capitaine dans l'Intelligence Corps, le renseignement militaire britannique, pendant la Seconde guerre mondiale où il apprend à parler couramment l'italien en travaillant avec des prisonniers de guerre,. Richardson à des origines juives. Elle a un frère, Martin, qui est un architecte renommé.

### Éducation
Joanna Richardson grandit à Hampstead Garden Suburb (en). Elle va à l'école Downs School de Seaford qui est délocalisée dans les Cornouailles à St Ives au début de la Seconde guerre mondiale.
Richardson n'a pas une scolarité aboutie à Downs School, mais réussit à entrer en langues vivantes à l'université d'Oxford au St Anne's College. Elle étudie pour obtenir une licence de lettres bachelor of letters et échoue dans son doctorat sous la direction du critique littéraire Enid Starkie (en). Cependant, l'influence de Starkie a probablement aidé Richardson à obtenir un poste d'assistante de recherche. Elle est l'assistante de Starkie lorsqu'elle écrit la biographie du poète français Charles Baudelaire publié en 1957.

### Carrière
Joanna Richardson commence sa carrière en 1952 en écrivant sur Fanny Brawne, l'aimée du poète John Keats, après la découverte d'une collection de photos de famille peu connue. Richardson publie sa première biographie d'un écrivain français en 1958, Théophile Gautier: His Life & Times. Pour écrire la biographie Richardson passe beaucoup de temps dans la recherche de documents familiaux et dans les bibliothèques. Étant active dans la Royal Society of Literature, elle est élue fellow de la société en 1959, et elle dirige le conseil d'administration pendant des difficultés financières des années 1960 au milieu des années 1980. Richardson écrit des biographies de Alfred Tennyson, Enid Starkie (en) et Victor Hugo en 1962, 1973 et 1976,. En dehors du travail littéraire, elle milite sur des questions relatives au nord de Londres et a écrit et enregistre des émissions radio sur la BBC, où elle traduit des pièces françaises. Elle joue des pièces et présente des programmes sur Radio 3 and Radio 4, chaines de la BBC.
Richardson collabore à des magazines et des journaux comme The Times, The Times Literary Supplement, Modern Language Review et Keats-Shelley Memorial Bulletin. Elle s'investit dans le musée de la Keats House et tente de convaincre, sans succès, le Camden London Borough Council de participer à l'entretien du musée. En 1987 Richardson est reçue Chevalière de l'ordre des Arts et des Lettres en France. Richardson remporte le Prix Goncourt de la Biographie en 1989 pour sa biographie de Judith Gautier. C'est la première fois qu'une britannique reçoit cette récompense. Dans son discours de réception du prix devant l'Académie Goncourt, elle exprime sa surprise et fait remarquer que cette académie n'est favorable ni aux britanniques ni aux femmes.
Elle reçoit finalement son diplôme de bachelor of letters de l'Université d'Oxford en 2005.

### Décès
Joanna Richardson meurt au Royal Free Hospital à Camden, Londres le 7 mars 2008 à l'âge de 82 ans après avoir souffert de la maladie de Parkinson,. Elle a écrit 21 biographies, et travaillait encore sur la biographie de Gustave Flaubert le jour de sa mort. Elle est incinérée le 19 mars 2008 au Cimetière de Kensal Green.

## Réception
Joanna Richardson décrit son objectif biographique comme une recherche d'une vérité qui « fasse connaitre jusqu'à quelle confiture le sujet prenait au petit déjeuner ». Ses traductions sont considérées comme son œuvre la plus importante alors que ses biographies ont fait l'objet d'un accueil mitigé au Royaume-Uni. Elle était connue pour être une figure affirmée qui n'était pas unanimement appréciée.

## Ouvrages notables
- (en) Joanna Richardson, Fanny Brawne: A Biography, Norwich, Jarrold and Sons, 1952, 190 p..
- Joanna Richardson (trad. Sara Oudin), Judith Gautier, Paris, Éditions Seghers, 1989.
- Joanna Richardson, Les Courtisanes : Le demi-monde au XIXe siècle en France, Paris, éditions Stock, 272 p. (ASIN B0014PZAJG).